# Chrysotus gilvipes
Chrysotus gilvipes är en tvåvingeart som beskrevs av Van Duzee 1924. Chrysotus gilvipes ingår i släktet Chrysotus och familjen styltflugor. Inga underarter finns listade i Catalogue of Life.